# آثار استاد روح‌الله خالقی
آثار استاد روح‌الله خالقی نام یک مجموعه موسیقی سنتی ایرانی باصدای غلام‌حسین بنان و عبدالوهاب شهیدی و اجرای ارکستر گل‌ها، ارکستر شماره یک رادیو و ارکستر رادیو و دربرگیرندهٔ آثار یا تنظیم شده‌های روح‌الله خالقی می‌باشد که به کوشش گلنوش خالقی جمع‌آوری و تهیه شده و در سال ۱۳۸۳ توسط انتشارات ماهور به بازار آمده است. این مجموعه شامل ۴ سی دی به نام‌های خوشه چین، نغمه نوروزی، خاموش و مرغ شب می‌باشند. در این مجموعه اشعار رهی معیری، شهریار، حافظ شیرازی، کریم فکور، نزاری قهستانی، فروغی بسطامی، رعدی آذرخشی، موید ثابتی، نواب صفا، حسین گل گلاب، محیط طباطبایی، عارف قزوینی و تورج نگهبان خوانده شده‌اند.